# Ezequiel Suárez
Ezequiel Suárez (* 13. Mai 1997) ist ein dominikanischer Leichtathlet, der sich auf den Sprint spezialisiert hat.

## Sportliche Laufbahn
Erste internationale Erfahrungen sammelte Ezequiel Suárez im Jahr 2023, als er bei den Zentralamerika- und Karibikspielen in San Salvador mit der dominikanischen 4-mal-400-Meter-Staffel in 3:02,19 min die Bronzemedaille hinter den Teams aus Trinidad und Tobago und Barbados gewann. Im Oktober schied er bei den Panamerikanischen Spielen in Santiago de Chile mit 47,40 s in der ersten Runde im 400-Meter-Lauf aus und siegte in 3:16,05 min gemeinsam mit Anabel Medina, Robert King und Marileidy Paulino in der Mixed-Staffel. Zudem gewann er mit der Männerstaffel in 3:05,98 min gemeinsam mit Robert King, Ferdy Agramonte und Yeral Núñez die Bronzemedaille hinter den Teams aus Brasilien und Mexiko.

## Persönliche Bestzeiten
- 400 Meter: 46,20 s, 29. April 2023 in Santo Domingo